# 吉林省作家协会
吉林省作家协会，简称吉林省作协，是中华人民共和国吉林省文学工作者组成的专业性人民团体，是中国作家协会的团体会员。其最高权力机构为吉林省作家协会代表大会。

## 历届主席
1957年4月29日第一次会员大会上选举产生第一届理事会，王震之任主席，冯文炳、蒋锡金、范政、董速任副主席；
1958年9月17日第二次会员大会选举产生第二届理事会，亚马任主席，董速、杨公骥、岳林、陶然、马琰任副主席；
1962年5月29日，召开第三届代表大会选举产生第三届理事会，董速任主席，杨公骥、林杉、岳林、陶然、马琰任副主席；
1978年4月26日，在第三届第二次全体委员（扩大）会上，宣布作协吉林分会恢复工作，选举产生了新的理事会，新三届理事会公木任主席，杨公骥、张天民、鄂华任副主席；
1980年1月第四次会员代表大会选举产生了第四届理事会，公木任主席，杨公骥、蒋锡金、纪叶、许行、张天民、鄂华、金哲、胡昭、丁仁堂、王肯、胡昭任副主席。
1985年5月2日至5日召开第五次会员代表大会，选举产生五届理事会，杨公骥、蒋锡金、纪叶任名誉主席，公木任主席，万忆萱、王肯、芦萍、张笑天、胡昭、鄂华任副主席。
1992年11月20日吉林省作家协会第六次会员代表大会召开，选举第六届理事会，公木任名誉主席，王肯任主席，王成刚、王宗汉、乔迈、朱晶、李中申、张笑天、金钟鸣、金增新、胡昭、赵国庆任副主席；
1997年11月18日至19日吉林省作家协会召开第七次作协代表大会，
公木、王肯任名誉主席，王成刚、中申、乔迈、刘淑明、胡昭、鄂华任顾问，
张笑天任主席，朱晶、吕宗正、于天文、杨廷玉、王士美、王述平、王宗汉、吕钦文、苏赫巴鲁、张满隆、易洪斌、赵国庆任副主席。
2013年7月29至30日吉林省作家协会第八次会员代表大会召开，
张未民当选主席，赵春江、宗仁发当选专职副主席，宗仁发兼任秘书长，王确、王述平、朱日亮、李发锁、邱苏滨、张顺富、张福贵、金仁顺、周殿富、胡冬林、贾凤山、薛卫民当选兼职副主席。